# داغ کندی علیا
داغ کندی علیا یک روستا در ایران است که در شهرستان مشگین‌شهر استان اردبیل واقع شده‌است. داغ کندی علیا ۵۸ نفر جمعیت دارد.

## جمعیت
این روستا در دهستان شعبان (مشگین‌شهر) قرار دارد و براساس سرشماری مرکز آمار ایران در سال ۱۳۸۵، جمعیت آن ۵۸ نفر (۱۳ خانوار) بوده‌است.